# Годега ди Сант'Урбано
Годега ди Сант'Урбано (итал. Godega di Sant'Urbano) је насеље у Италији у округу Тревизо, региону Венето.
Према процени из 2011. у насељу је живело 3506 становника. Насеље се налази на надморској висини од 53 м.

## Становништво
| 1931. | 1936. | 1951. | 1961. | 1971. | 1981. | 1991. | 2001. | 2011. |
| ----- | ----- | ----- | ----- | ----- | ----- | ----- | ----- | ----- |
| 5.218 | 5.113 | 5.054 | 5.347 | 5.606 | 5.800 | 5.862 | 5.954 | 6.112 |